# Onze-Lieve-Vrouwekerk (Oelegem)

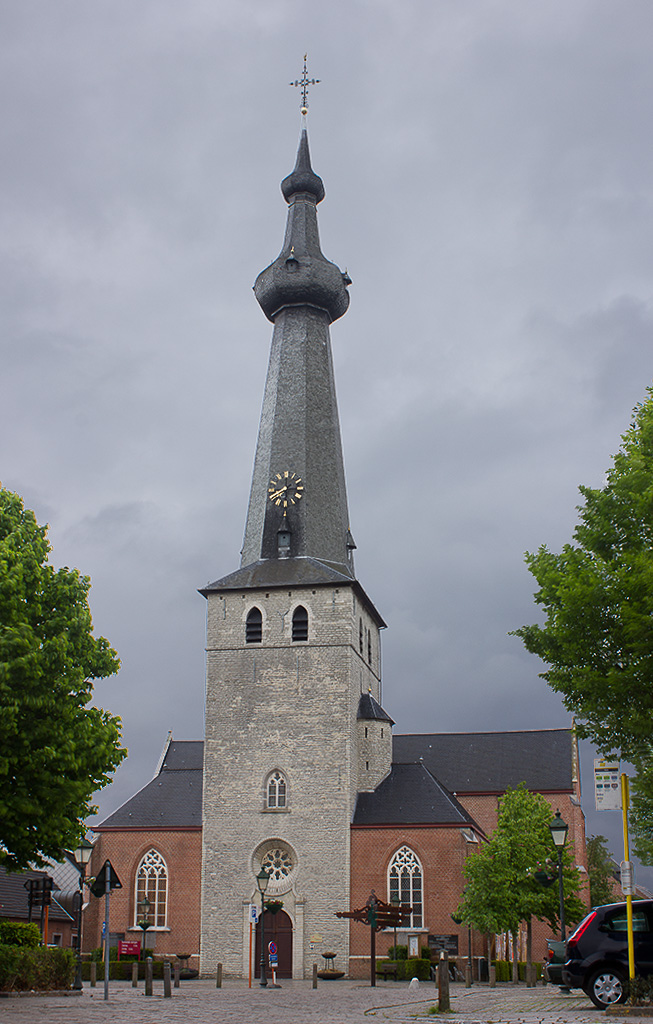
Onze-Lieve-Vrouwekerk

De Onze-Lieve-Vrouwekerk is de parochiekerk van de tot de Antwerpse gemeente Ranst behorende plaats Oelegem, gelegen aan het Torenplein 29.

## Geschiedenis
Aanvankelijk was Oelegem kerkelijk ondergeschikt aan de parochie van Broechem. De rechten hiervan werden in 1161 geschonken aan de Abdij van Tongerlo. In 1604 werd Oelegem een zelfstandige parochie.
De toren van de huidige kerk werd in de 15e eeuw gebouwd. Tijdens de godsdiensttwisten (einde 16e eeuw) werd de kerk gebruikt als schans voor de bevolking, en werd omgracht. In 1607 werd deze beveiliging ongedaan gemaakt. Ook de kerk werd hersteld in de 17e eeuw.
In 1827 kreeg de toren een nieuwe toegangsdeur en een roosvenster. In 1848-1850 werd de kerk vergroot naar ontwerp van Ferdinand Berckmans.
Op 17 oktober 1914 brandde de kerk uit. In 1921-1924 werd de kerk hersteld naar ontwerp van Louis Gife. In 1923-1926 werd de toren hersteld naar ontwerp van Frans Sel.
In 1948 werd ook de oorlogsschade, opgelopen tijdens de Tweede Wereldoorlog, hersteld.

## Gebouw
Het betreft een georiënteerde bakstenen kruisbasiliek met ingebouwde westtoren. Deze toren is van zandsteen. Hij heeft drie geledingen en een ingesnoerde naaldspits. Het koor is driezijdig afgesloten.

## Interieur
De kerk bezit een beeld van Sint-Anna-te-Drieën, uitgevoerd in gepolychromeerd hout, uit de 1e helft van de 16e eeuw. Beelden van Sint-Antonius en Sint-Rochus, eveneens in gepolychromeerd hout uitgevoerd, zijn 18e-eeuws. Er is een grafsteen uit 1614 van Hendrik van Halmale. De hoofd- en zijaltaren zijn neogotisch uit het begin van de 20e eeuw.